# Forges, Charente-Maritime
Forges là một xã trong tỉnh Charente-Maritime tổng Aigrefeuille-d'Aunis of the Charente-Maritime trong vùng Nouvelle-Aquitaine, tây nam nước Pháp. Xã Forges, Charente-Maritime nằm ở khu vực có độ cao trung bình 11 mét trên mực nước biển.

## Lịch sử biến động dân số
| Năm  | Dân số | Mật độ | Phần trăm của tổng |
| ---- | ------ | ------ | ------------------ |
| 1962 | 677    | -      | -                  |
| 1968 | 718    | -      | -                  |
| 1975 | 714    | -      | -                  |
| 1982 | 805    | -      | -                  |
| 1990 | 786    | -      | -                  |
| 1999 | 903    | 66/km² | 8.8%               |